# Sidney (animateur)
Pour les articles homonymes, voir Sidney et Duteil.
Patrick Duteil, dit Sidney, né à Argenteuil le 11 octobre 1955, est un musicien, compositeur, rappeur, danseur amateur, deejay et animateur de radio et de télévision français. Il a été une des premières personnalités médiatiques françaises de la culture hip-hop, le premier animateur de télévision noir en France, ainsi que le concepteur et l'animateur de la première émission de télévision au monde entièrement consacrée au hip-hop,.

## Parcours

### Début sur Radio 7 (1981)
En 1981, il se voit confier une émission quotidienne, entre 22 h et minuit, sur la radio libre Radio 7, par sa directrice des programmes Marie-France Brière. Ce seront les premières émissions régulières consacrées au hip-hop en France aux côtés de l'émission de Lionel D (qui deviendra quelques années plus tard Deenastyle avec Dee Nasty) sur Radio Nova.

### L'émissionH.I.P. H.O.P.sur TF1 (1984)
En 1984, Marie-France Brière devient directrice des programmes de TF1 : Sidney lui propose H.I.P. H.O.P., qui dure un an. Grâce à l'émission, la culture hip-hop se répand partout en France et devient populaire.

### Invités et impact de l'émission
Défilent dans l'émission des invités tels que Madonna, qui chante la chanson Holiday, Sugarhill Gang, Kurtis Blow, Afrika Bambaataa, Herbie Hancock, The Breaks, The Tribe, The Art Of Noise, de prestigieuses troupes de danseurs, et, comme invités réguliers, les « Paris City Breakers » ou le graffiteur new-yorkais Futura 2000. Parmi les jeunes adolescents « breakant » sur le plateau se trouvent les grandes figures du rap d'aujourd'hui (Stomy Bugsy, JoeyStarr et bien d'autres).

### AprèsH.I.P. H.O.P.
Après l'arrêt de ce programme, Sidney présente une émission nommée Cote d'amour qui n'aura pas de succès. En 1986, avec Laurent Boyer il propose à M6 le pilote de Starter, une émission dans laquelle il présente des clips. À la même époque il retourne, pour six mois, chez Radio 7, puis propose à Skyrock l'idée d'une émission consacrée au rap : la chaîne lui répond à l'époque « le rap c'est fini ».

#### Années 1990
En 1990, il revient avec un single en duo avec David Guetta baptisé Nation Rap. En 1992, il co-anime avec Daniela Lumbroso et Gérard Holtz sur France 2 pendant quatre mois La Machine à chanter, le premier karaoké télévisé. Sidney participe au lancement de concepts d'émissions, animées par d'autres[réf. nécessaire].

### En tant que musicien
En tant que musicien, avec son groupe Black, White & Co, il a enregistré avec Stevie Wonder.

### Années récentes
En 2011, il participe à Groo²ve, projet musical de Clémentine Célarié présenté à Avignon.
En 2019, Arte diffuse un documentaire qui revient sur l'histoire de H.I.P. H.O.P. comme l'un des points de départ du mouvement hip-hop. Sidney y participe en témoignant au travers des dix épisodes.

### Distinction
Le 25 mai 2023, Sidney est nommé chevalier de l'ordre des Arts et des Lettres.

## Anecdotes
- En 1990, sur leur album Retire les nains de tes poches, le groupe français les VRP chante Sydney, fausse biographie de l'animateur.
- En 1985, il est acteur aux côtés d'Aldo Maccione dans le film Pizzaiolo et Mozzarel

## Discographie
- 1984 : Let's break

## Filmographie
- 1985 : Pizzaiolo et Mozzarel
- 2022 : Les Rascals

## Distinctions
- Chevalier de l'ordre des Arts et des Lettres